# Авен
Авен (фр. Avène) је насеље и општина у јужној Француској у региону Лангдок-Русијон, у департману Еро која припада префектури Лодев.
По подацима из 2011. године у општини је живело 309 становника, а густина насељености је износила 4,93 становника/km². Општина се простире на површини од 62,65 km². Налази се на средњој надморској висини од 330 метара (максималној 978 m, а минималној 294 m).

## Демографија
| 1962. | 1968. | 1975. | 1982. | 1990. | 1999. | 2011. |
| ----- | ----- | ----- | ----- | ----- | ----- | ----- |
| 332   | 457   | 430   | 259   | 269   | 275   | 309   |

График промене броја становника у току последњих година